# Bjørn Rasmussen
Bjørn Vilhelm Ravn Rasmussen (Copenhaguen, 19 de maig de 1885 – Aarhus, 24 de setembre de 1962) va ser un futbolista danès que va competir a començaments del segle xx. Jugà com a davanter i en el seu palmarès destaca una medalla de plata en la competició de futbol dels Jocs Olímpics de Londres de 1908.
A la selecció nacional jugà un total de 2 partits, en què no marcà cap gol.